# Afirmación del consecuente
En lógica, la afirmación del consecuente, también llamado error recíproco o error converso, es una falacia formal. Esta se comete al tomar una afirmación condicional verdadera "Si A, entonces B", e incorrectamente afirmar su recíproca o conversa "Si B, entonces A". Esto es un error, porque el consecuente B puede tener otras razones para ocurrir aparte de A. 
El error converso es común en el pensamiento diario incluso de gente de alto cociente intelectual, llevando a problemas de comunicación, argumentos erróneos, y pérdida de productividad, entre otros. Aunque la afirmación del consecuente es un argumento erróneo, la negación del consecuente si es, en cambio, una forma de argumento válida. 

## Ejemplos
La falacia de la afirmación del consecuente tiene esta forma argumental:
1. Si A, entonces B
2. B
3. Por lo tanto, A

Los argumentos de esta forma son inválidos, porque la verdad de las premisas no garantiza la verdad de la conclusión: podría ser que las premisas fueran todas verdaderas y la conclusión aun así sea falsa. Por ejemplo, el siguiente argumento tiene la forma de una afirmación del consecuente:
1. Si está nevando, entonces hace frío.
2. Hace frío.
3. Por lo tanto, está nevando.

Aun cuando ambas premisas sean verdaderas, la conclusión podría ser falsa, porque no siempre que hace frío está nevando. En algunos casos, los argumentos de la misma forma pueden parecer convincentes. Por ejemplo:
1. Si tuviera la gripe, entonces tendría la garganta irritada.
2. Tengo la garganta irritada.
3. Por lo tanto, tengo la gripe.

Sin embargo, la verdad de las premisas no garantiza la verdad de la conclusión, porque existen otras razones por las que la garganta puede estar irritada: enfermedades como el resfriado común o la garganta estreptococal - que también causan que la garganta se irrite -, actividades como haber asistido a un concierto de rock y cantado a todo pulmón con la banda, y otras posibilidades. 
Por otro lado, en algunos casos es posible que un argumento que afirme el consecuente sea válido. Por ejemplo, cuando A y B expresan la misma proposición: en ese caso el argumento es trivialmente válido. También cuando la premisa de la forma "Si A, entonces B" realmente es un bicondicional "A si y sólo si B". Por ejemplo:
1. Si la puerta está abierta, entonces no está cerrada.
2. La puerta no está cerrada.
3. Por consiguiente, la puerta está abierta.

## Propagación de esta falacia
La falacia de afirmación del consecuente fue investigada en profundidad por Peter Cathcart Wason, quien demostró que aun gente de alto cociente intelectual suele razonar erróneamente de forma bicondicional sobre un hecho que debería razonarse solo de forma condicional. 
Wason demostró esto empíricamente en su «test de las 4 tarjetas», encontrándose con respuestas de razonamiento falaz. Como veíamos, no siempre que hace frío, está nevando. Pero la mayor parte de los encuestados demostró que, ante las premisas «si aparece A, entonces ocurre B», concluían equivocadamente que «si aparece B, entonces esto se debe haber producido por A». 
Esto nos conduce a concluir que la gente tiende a validar frecuentemente el razonamiento falaz de la afirmación del consecuente, en vez de evitar este error haciendo una simple aplicación del modus tollendo tollens para verificar si la forma de argumento que están usando es válida, o inválida.